# Бегма (село)
Бе́гма — село в Україні, у Славгородській селищній територіальній громаді Синельниківського району Дніпропетровської області. Населення за переписом 2022 року становить 151 осіб. Орган місцевого самоврядування - Славгородська селищна рада.

## Географія
Село Бегма розташоване на правому березі струмка Осокорівка, вище за течією на відстані 2,5 км розташоване селище Славгород, нижче за течією на відстані 2 км розташоване село Першозванівка, на протилежному березі - село Аграфенівка (Запорізький район).

## Історія
7 (20) листопада 1917 року, відповідно до Третього Універсалу Української Центральної Ради, увійшло до складу Української Народної Республіки.
12 червня 2020 року, відповідно до розпорядження Кабінету Міністрів України № 709-р від «Про визначення адміністративних центрів та затвердження територій територіальних громад Дніпропетровської області», увійшло до складу Славгородської селищної громади.
19 липня 2020 року, в результаті адміністративно-територіальної реформи та ліквідації   Синельниківського (1923—2020)району, село увійшло до складу новоутвореного Синельниківського району.

## Інтернет-посилання
- Погода в селі Бегма [Архівовано 7 червня 2016 у Wayback Machine.]